# Antonio Glauco Casanova
Antonio Glauco Casanova (Fano, 15 novembre 1919 – Roma, 4 novembre 2015) è stato un saggista e giornalista italiano.

## Biografia
Ha ricoperto la carica di segretario particolare dell'on. Luigi Preti, ministro delle finanze.
Dal 1970 al 1975 è stato Direttore dell'Unione Italiana per il Progresso della Cultura (UIPC) in Roma.
Nel 1987 è stato nominato vice-direttore de L'Umanità, organo ufficiale del PSDI e, dal gennaio 1989 al marzo 1993, è stato direttore responsabile dello stesso quotidiano. Dal 1994 non ha più svolto attività politica militante.
Come saggista si è interessato particolarmente di storia del Risorgimento e contemporanea.
Ha inoltre svolto attività di collaborazione, per i servizi culturali della RAI (radio e televisione) realizzando vari programmi televisivi su figure e fatti della storia contemporanea, per quotidiani e periodici nazionali (Il Resto del Carlino, La Giustizia, Critica Sociale, Ragionamenti, La Fiera Letteraria, Tempo Presente, Clio, Mondo Sociale) e per varie Case editrici. Per la RAI ha tra l'altro realizzato programmi di carattere storico sulla figura di Giacomo Matteotti e sulla Resistenza italiana, a cui prese parte attivamente operando nei reparti operanti a Pergola.
Per l'editore Cappelli ha ideato e diretto la Collana di divulgazione “Io so/Tu sai”.
Per l'editore Nuova CEI ha collaborato con numerose biografie e saggi all'opera in 22 volumi sul Parlamento Italiano.
Per l'editore Colombo di Roma ha curato, con ampie introduzioni storiche, i volumi Montecitorio (1982) e Il Palazzo del Quirinale (1986).
È morto a Roma, dove viveva dal 1970, la notte tra il 4 e 5 novembre 2015, pochi giorni prima del suo 96-esimo compleanno, dopo una breve malattia.

## Riconoscimenti
Con il terzo volume della “Storia Popolare dell'Italia Contemporanea 1861-1922” (4 volumi, ed. Cappelli, 1965-1970) è risultato vincitore per la saggistica al Premio Termoli (1970).
Con “Giacomo Matteotti, una vita per il socialismo” (ed. Bompiani, 1974, IV ed. 1977) è stato finalista al Premio Viareggio nel 1974 e “Targa d'oro” al Premio Acqui Storia nel 1974.
Nel 1990 il Comune di Fano gli ha conferito il Premio “La Fortuna d'oro”.
Il 27 ottobre 2008 gli è stato conferito il Premio Federichino per l'editoria, la politica e la storia, per la provincia di Pesaro-Urbino, dal Pio Sodalizio dei Piceni in Roma e dalla Fondazione Federico II Hohenstaufen di Jesi.

## Opere
- 1965, Storia Popolare dell'Italia Contemporanea (1861-1922), Cappelli "Io so/tu sai"
- 1969, Traduzione e presentazione del Carmen de moribus in mensa servandis di Giovanni Sulpicio Verulano, Canesi
- 1972, Il '22, cronaca dell'anno più nero, Bompiani
- 1974, Matteotti, una vita per il socialismo, Bompiani
- 1975, Giacomo Matteotti. Scritti e discorsi, scelta e introduzione, Guanda
- 1980, Perché il 18 aprile - la lotta politica nell'Italia del dopoguerra, Prospettive nel mondo
- 1982, Filippo Turati. Scritti e discorsi. 1878-1932, scelta, introduzione e note, Guanda
- 1983, Claudio Treves. Scritti e discorsi, scelta e ampio saggio introduttivo, Guanda
- 1991, Saragat, Edizioni RAI "I padri della Repubblica" ISBN 8839706755
- 1995, Ciceruacchio capopopolo di Roma, Newton Compton ISBN 8881830582
- 1999, Carlo Bonaparte principe di Canino. Scienza e avventura per l'unità d'Italia, Gangemi ISBN 8874489528
- 2001, Personaggi sparsi, e un po' di Fano, Chiaruccia
- 2003, Viaggiando ieri, Gangemi ISBN 8849204833
- 2005, Carlo Luciano Bonaparte principe di Canino e la Costituzione della Repubblica Romana del 1849, Montefiascone
- 2006, Turati, Treves, Matteotti, Ulisse Editrice ISBN 8888892303
- 2011, Plon Plon il principe Napoleone, il libertino sposo di Clotilde di Savoia per l'Italia libera, indipendente e federale, Marsilio Editori, Venezia ISBN 9788831710893